# Lepidotrigla calodactyla
Lepidotrigla calodactyla är en fiskart som beskrevs av Ogilby, 1910. Lepidotrigla calodactyla ingår i släktet Lepidotrigla och familjen knotfiskar. Inga underarter finns listade i Catalogue of Life.